# Brad Falchuk
Brad Falchuk (født 1. marts 1971) er en tv-forfatter, instruktør og producer. Han er bedst kendt for sit arbejde på tv-serien Nip/Tuck, Glee og American Horror Story.

## Opvækst
Falchuk voksede op i Newton, Massachusetts, hvor han gik på Beaver Country Day School. I high school, forsøgte han at skille sig ud fra sine klassekammerater ved at bære et slips i skole hver dag, og erklære sig selv som en republikaner.  Han sagde: "Jeg prøvede altid at se smart ud, fordi jeg ikke føler mig smart". I high school spillede han baseball, basketball og lacrosse. Han senere deltog på American Film Institute. Han har også uddannet fra Hobart College i 1993.

## Eksterne links
- Brad Falchuk på Internet Movie Database (engelsk)
- Brad Falchuk på AlloCiné (fransk)
- Brad Falchuk på AllMovie (engelsk)
- Brad Falchuk på Rotten Tomatoes (engelsk)
- Brad Falchuk på The Movie Database (engelsk)